# Cimetière militaire italien de Soupir
Pour les articles homonymes, voir Cimetière militaire italien.
Le Cimetière militaire italien de Soupir est un cimetière militaire de la Première Guerre mondiale, situés sur le territoire de la commune de Soupir, dans le département de l'Aisne.

## Historique
Le cimetière italien se situe à la sortie du village de Chavonne direction Soupir en bordure de la R.D. 925.
Le IIe Corps d'armée italien en France combattit d'avril à novembre 1918. Il était constitué des 3e et 8e divisions qui combattirent en Argonne, dans le secteur de Reims et à l'est de Soissons.

## Caractéristiques
592 corps de soldats italiens reposent dans ce cimetière. Les tombes individuelles sont matérialisées par des croix blanches. Au centre du cimetière, se trouvent deux livres en bronze, sur chacun d'eux est gravée une inscription en italien et en français relatant les faits d'armes des soldats italiens sur le sol de France pendant la Grande Guerre.
En 1921, les Femmes italiennes ont financé la construction du monument à la mémoire de tous les combattants italiens morts sur le territoire français pendant la Première Guerre mondiale. Ce monument est l’œuvre du sculpteur Fernand Cian.

## Galerie

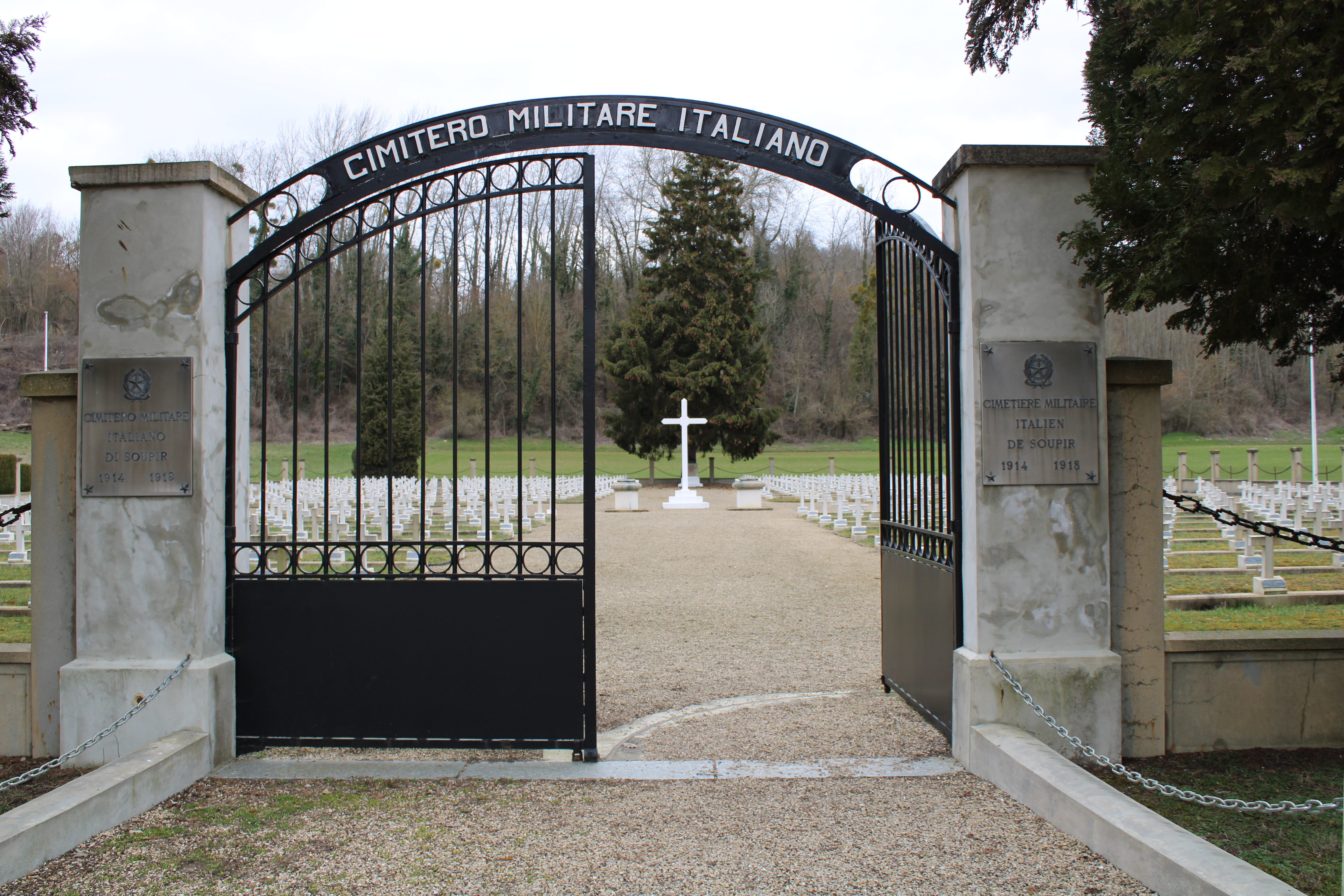
Entrée du cimetière.
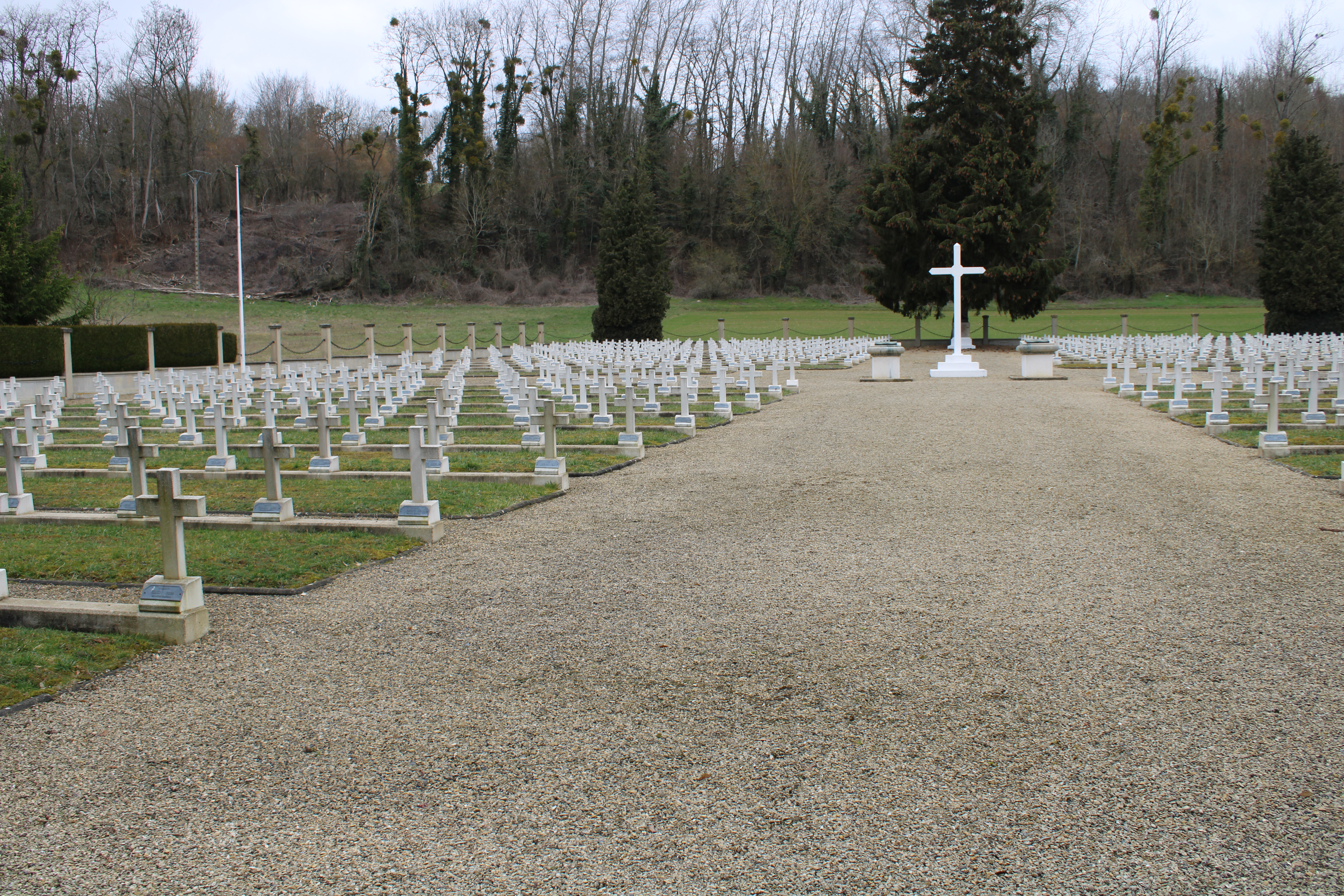
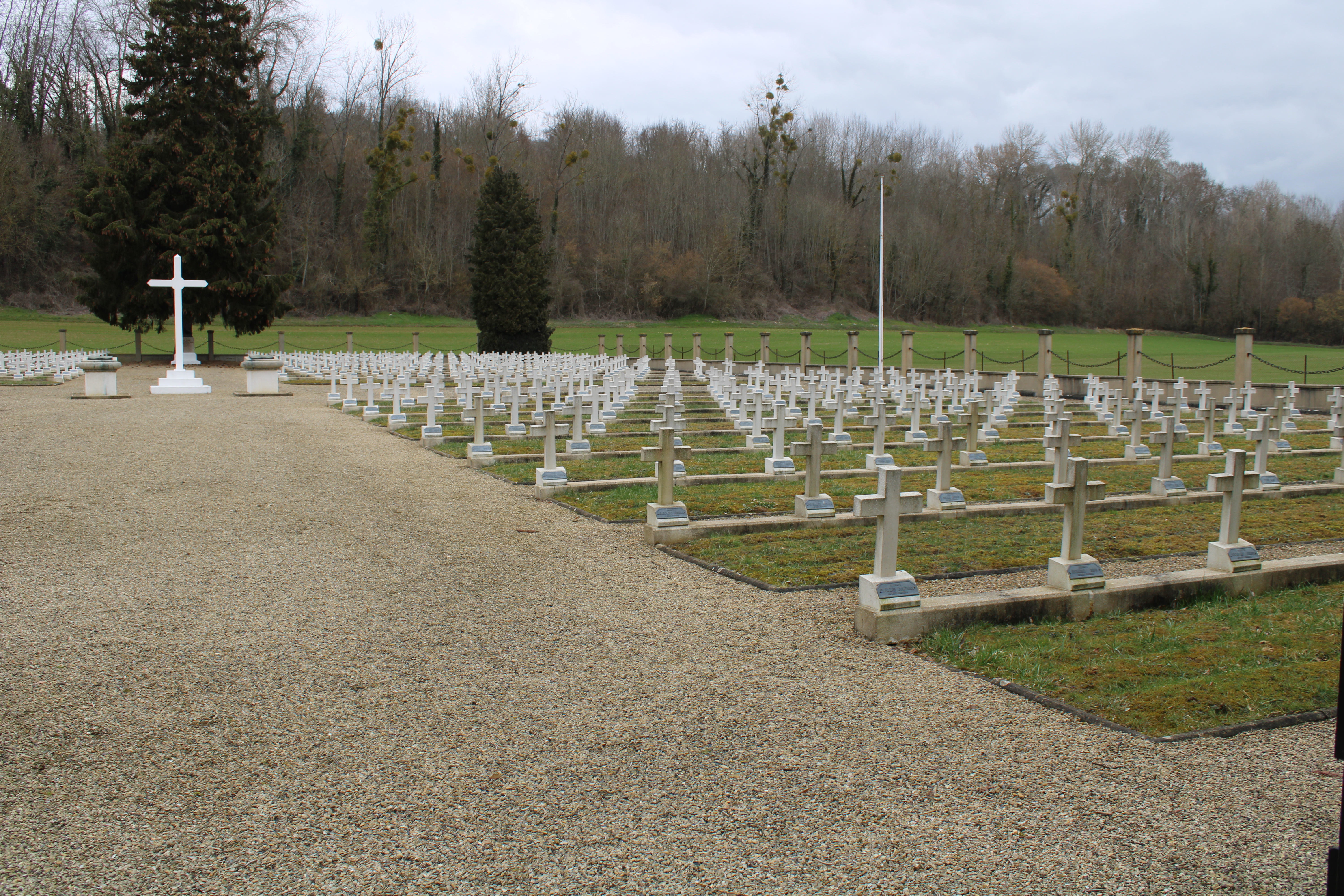
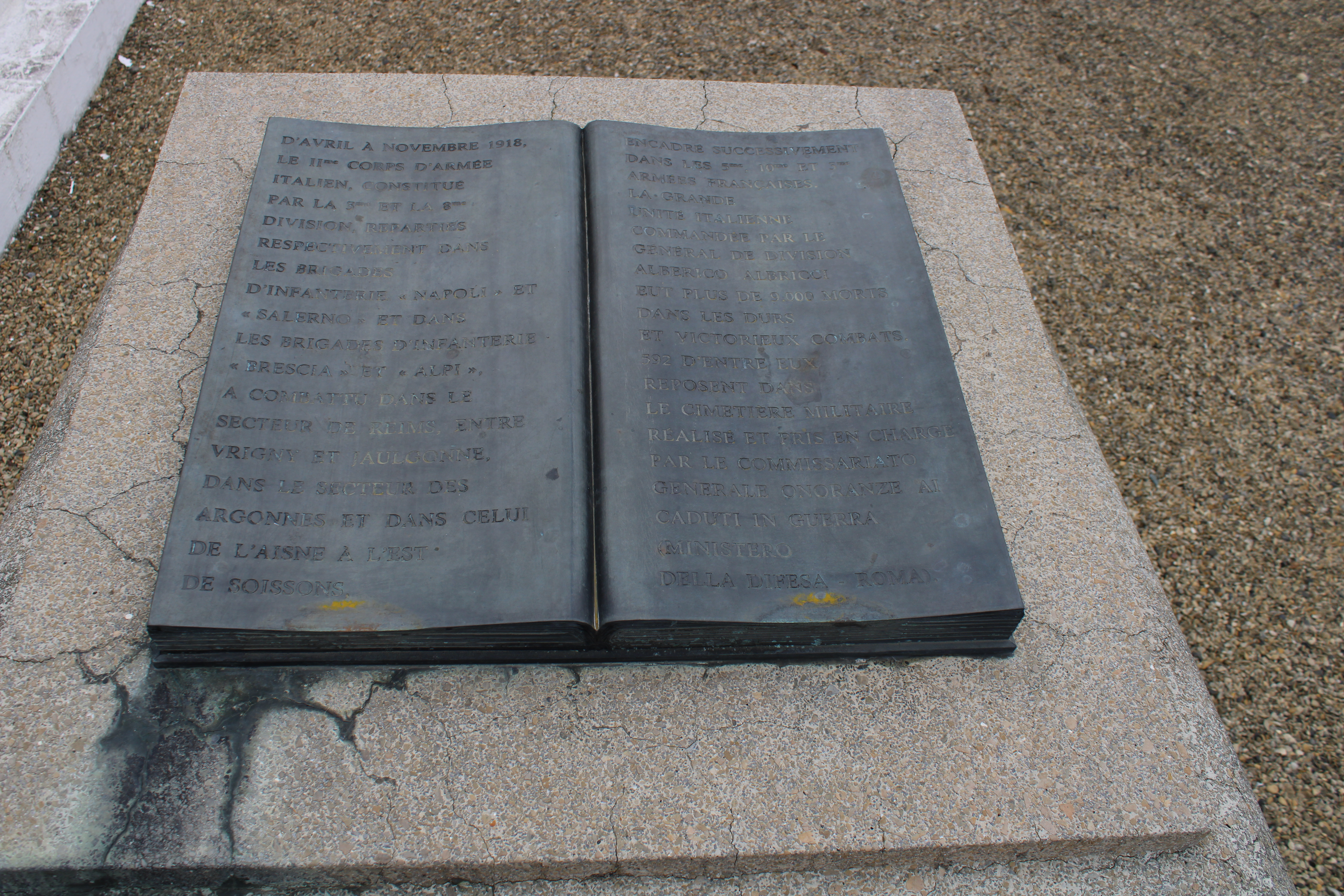
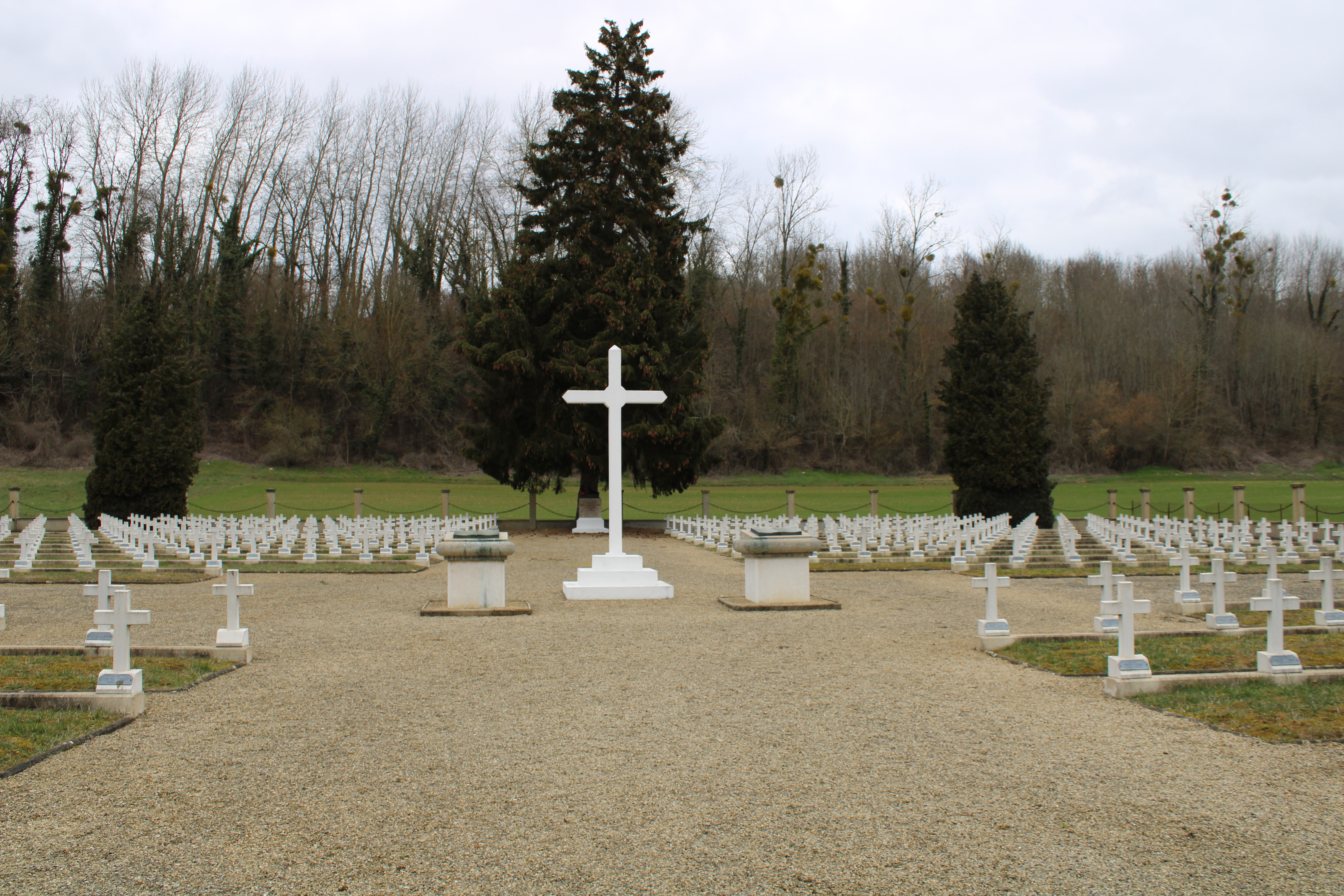
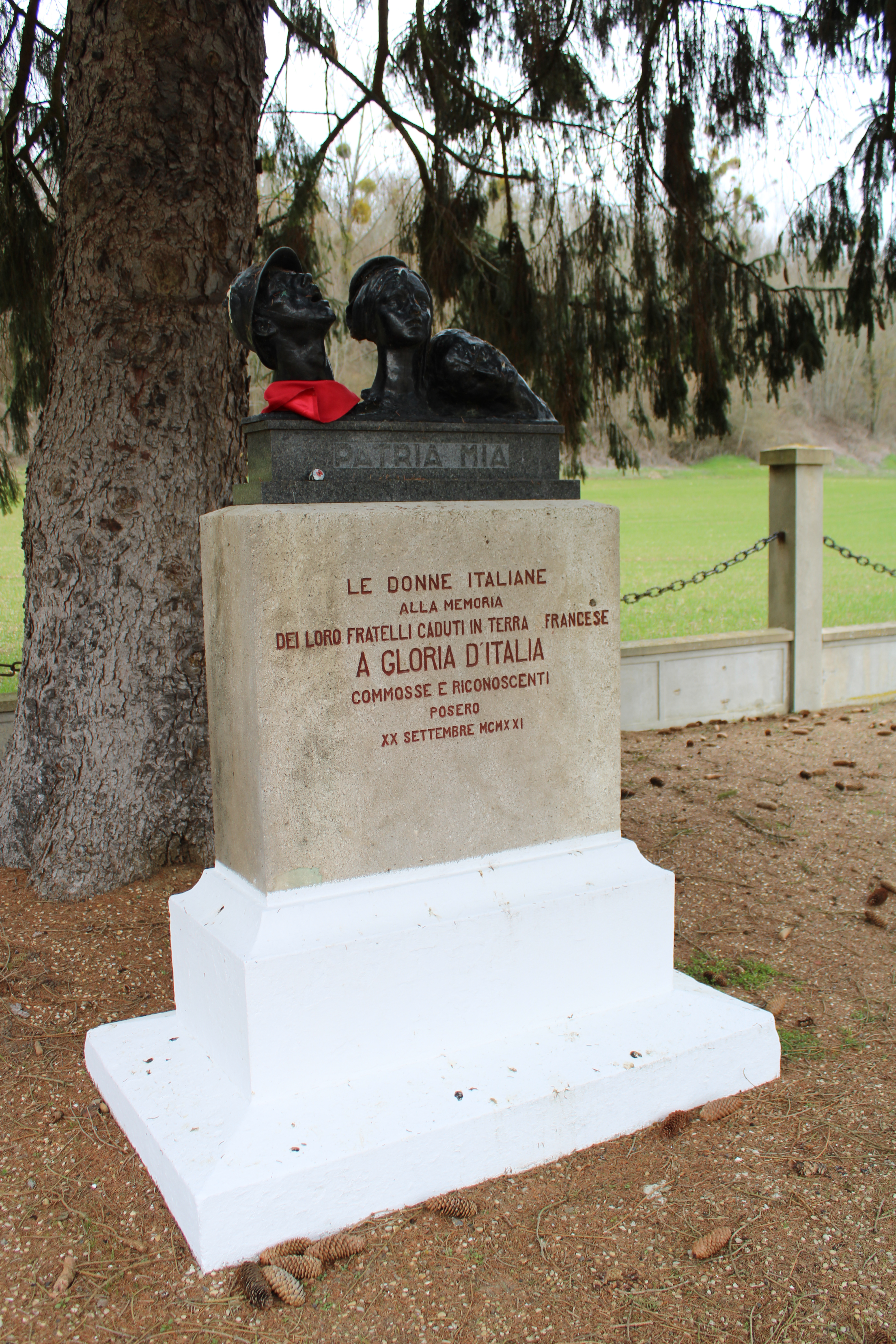